# Rex Reed
Rex Reed (* 2. Oktober 1938 in Fort Worth, Texas) ist ein US-amerikanischer Filmkritiker, Fernsehmoderator und gelegentlicher Schauspieler.

## Leben und Karriere

### Karriere als Kritiker
Rex Reed, der Sohn eines Ölarbeiters, machte im Jahr 1960 an der Louisiana State University seinen Abschluss in Journalismus. Anschließend schrieb er für Magazine wie Vogue, GQ, Women's Wear Daily und Zeitungen wie The New York Times, New York Daily News und New York Post. Reed schreibt heute hauptsächlich für den mittlerweile nur noch im Internet erscheinenden The New York Observer, für den er seit der ersten Ausgabe im Jahr 1987 fast durchgehend tätig ist. Neben Filmen bespricht er auch Musikalben und Broadway-Produktionen. Bei der Berlinale 1971 fungierte Reed für die USA als Mitglied der Internationalen Jury.
Reeds Schreibstil wird oft dem New Journalism zugerechnet, so wurde Reeds vielbeachtetes Porträt über die alternde Filmikone Ava Gardner im Jahr 1973 in Tom Wolfes Anthologiebuch The New Journalism aufgenommen. Seine Porträts von berühmten Persönlichkeiten waren „erzählende Interviews“ und zeichneten sich vor allem durch einen dramaturgischen Handlungsfaden aus. Reed veröffentlichte bis heute insgesamt acht Bücher, von denen der 1968 erschienene Do You Sleep in the Nude? ein Bestseller wurde.

#### Schreibstil und Kontroversen
Reed erregte stets mit teilweise sehr direkten und scharfzüngigen Kritiken Aufmerksamkeit. In Deutschland vielzitiert wurde seine Kritik zu Til Schweigers Head Full of Honey, dem er bescheinigte, „so lustig wie eine Wurzelbehandlung ohne Narkose“ zu sein. Die Qualität der amerikanischen Unterhaltungsbranche sieht Reed im Sinkflug und spricht von einer „Truckladung von Mittelmäßigkeit, die heutzutage als Kultur durchgeht“. In der Oscarsaison 2018 war er beispielsweise eine der wenigen Stimmen, die Kritikerlieblinge wie The Shape of Water oder Get Out negativ bewertete. In einem Porträt für die The New York Times bemerkte Alex Williams 2018, dass Reed schon als junger Mann eine Vorliebe für das „alte goldene Hollywood“ des Studiosystems gehabt habe, was ihn von seinen heutigen jungen Kritikerkollegen weit entferne und deshalb oft für Zündstoff sorge. Reed seinerseits warf in diesem Interview einigen jungen Filmkritikern vor, nie einen Schwarzweißfilm gesehen und mangelnde Kenntnis von Filmgeschichte zu haben.
Ein paar von Reeds Besprechungen wurden in jüngerer Vergangenheit als politisch unkorrekt, rassistisch oder diskriminierend kritisiert. Der Komikerin Melissa McCarthy warf er vor, hauptsächlich mit ihrem Gewicht Komik zu machen, und bezeichnete sie in seiner Besprechung zu Voll abgezockt 2013 als „traktorgroß“ und als „Hippo“ – daraufhin erntete Reed scharfe Kritik, die Kontroverse griff Seth MacFarlane auch bei seiner Moderation der Oscarverleihung 2013 auf. Reeds Besprechung des südkoreanischen Filmes Oldboy, in der er sich über die südkoreanische Küche lustig machte, wurde vom Magazin The Village Voice als unfreiwillig komisch empfunden.

### Auftritte in Film und Fernsehen
Ende der 1960er-Jahre und in den 1970ern war der Reed viele Male als Gast in den Talkshows von Johnny Carson, Dick Cavett und Mike Douglas zu sehen, wo er wortgewandt und oftmals kritisch Filme besprach. Auch dank dieser medialen Präsenz wurde er während dieser Zeit einer der bekanntesten Filmkritiker in den USA. Ende der 1970er-Jahre war er in der beliebten US-Spielshow The Gong Show einer der Richter. Von 1986 bis 1990 war Reed der Kritiker bei der PBS-Sendung At the Movies, bei der er Filme besprach, nachdem die ursprünglichen Kritiker Roger Ebert und Gene Siskel zu einem Konkurrenzsender gewechselt waren.
1970 spielte Reed in der starbesetzten Gore-Vidal-Literaturverfilmung Myra Breckinridge – Mann oder Frau? den jungen Transmenschen Myron, der nach seiner Geschlechtsumwandlung in Myra von Raquel Welch gespielt wurde. Reed distanzierte sich bereits während der Dreharbeiten von dem Film, der von fast allen seiner Kritikerkollegen legendär zerrissen wurde und oft zu den schlechtesten je gedrehten Filmen gezählt wird. Dennoch kam es auch später noch zu weiteren Ausflügen Reeds in Schauspielgeschäft: Im Film Superman spielte er sich 1978 in einem Cameo-Auftritt als ein Freund von Lois Lane selbst. Auch in Triple Trouble (1984) und Kopfüber in Amerika (1985) spielte er sich selbst.

### Privatleben
Der alleinstehende Reed lebt in einem Zwei-Zimmer-Appartement im Dakota-Gebäude in New York, das er 1969 für 30.000 US-Dollar gekauft hatte. Er freundete sich mit Filmstars wie Natalie Wood, Liza Minnelli, Laurence Olivier, Jean Simmons und Angela Lansbury an.

## Bibliografie (Auswahl)
- Reed, Rex: Do You Sleep In The Nude? Allen, London 1968, ISBN 0-491-00043-X.
- Reed, Rex: Conversations In The Raw. World, New York 1969, ISBN 0-491-00043-X.
- Reed, Rex: People Are Crazy Here. Delacorte Press, New York 1974, ISBN 0-440-07365-0.
- Reed, Rex: Valentines & Vitriol. Delacorte Press, New York 1977, ISBN 0-440-09336-8.
- Reed, Rex: Personal Effects. Jove Books, New York 1986, ISBN 0-441-66220-X.
- Reed, Rex: Rex Reed's Guide to Movies on TV and Video, 1992-1993. Warner Books, 1992, ISBN 0-446-36206-9.

## Filmografie (Auswahl)
- 1967: Morgen ist ein neuer Tag (Hurry Sundown)
- 1970: Myra Breckinridge – Mann oder Frau? (Myra Breckinridge)
- 1974: The Rehearsal
- 1978: Superman
- 1979: Ein perfekter Seitensprung (An Almost Perfect Affair)
- 1981: Inchon
- 1984: Triple Trouble (Irreconcilable Differences)
- 1985: Kopfüber in Amerika (Lost in America)
- 1994/1995: The Critic (Fernsehserie, 2 Folgen)